# Galla Placidia
Aelia Galla Placidia (tussen 388 en 392 – 27 november 450) was de dochter van Romeinse keizer Theodosius I en diens tweede vrouw Galla (een dochter van Valentinianus I). Gedurende het grootste deel van haar leven was zij een belangrijke machtsfactor in de Romeinse politiek.
Zij leidde een avontuurlijk leven. Oorspronkelijk bestemd als bruid voor een zoon van de magister militum Stilicho, werd zij tijdens het beleg van Rome in 410 door de Visigoten gevangengenomen. Zij was korte tijd (414-415) getrouwd met Athaulf, de koning van de Goten. Een zoon uit haar huwelijk met Athaulf stierf al na enige maanden. Nadat Athaulf was vermoord, werd zij in het kader van een vredesverdrag door de Visigoten weer overgedragen aan haar halfbroer keizer Honorius. Op diens aandrang trad zij in 417 tegen haar zin in het huwelijk met Constantius III, op dat moment de succesvolste Romeinse legeraanvoerder. Contantius III werd in 421 keizer, maar stierf nog in datzelfde jaar. Galla Placidia was vanuit Constantinopel een van de drijvende krachten achter het omverwerpen van het kortstondige (423-425) West-Romeinse keizerschap van keizer Johannes. Van 425 tot zijn meerderjarigheid in 437 voerde zij het regentschap voor haar zoon uit haar laatste huwelijk, de keizer Valentinianus III. Vlak voor de dood van Galla Placidia kwam haar dochter, Justa Grata Honoria negatief in het nieuws toen zij zich in 450 wilde verloven met de Hunse leider Atilla.
Galla Placidia's leven viel samen met de ondergang in slow motion van het West-Romeinse Rijk. Zelf leverde zij tijdens haar regentschap in de jaren 429 tot 432 een niet onbelangrijke bijdrage aan deze teloorgang. Zij wist namelijk niet te voorkomen dat haar twee belangrijkste generaals, Bonifatius en Flavius Aëtius er de voorkeur aan gaven een burgeroorlog te beginnen in plaats van respectievelijk de Vandalen in het huidige Noord-Afrika en de Hunnen in Pannonië te bevechten. Deze episode kostte het West-Romeinse Rijk de belangrijke provincies Mauretania Tingitana, Mauretania Caesariensis, Africa en Pannonië.

## Afkomst
Galla Placidia was de dochter van Romeinse keizer Theodosius I en diens tweede vrouw Galla, die zelf de dochter was van keizer Valentinianus I en diens tweede vrouw Justina. Haar oudere broer Gratianus stierf nog als kind. Haar moeder stierf in 394 samen met de baby, Johannes, in het kraambed. Placidia was van vaderskant een jongere, halfzuster van de keizers Arcadius en Honorius. Haar oudere halfzus Pulcheria stierf eerder dan haar ouders, zoals vermeld wordt in de geschriften van Gregorius van Nyssa, wat de dood van Pulcheria eerder situeert dan de dood in 385 van Aelia Flaccilla, de eerste vrouw van Theodosius.

## Jeugdjaren
Van haar vader kreeg Galla Placidia in de vroege jaren negentig reeds haar eigen huishouding toegewezen. Zij was dus als minderjarige al financieel onafhankelijk. Van haar vader kreeg zij de titel "Nobilissima Puella" ("het adellijkste meisje") toegekend. In het jaar 394 werd zij opgeroepen om aan het hof van haar vader in Mediolanum (Milaan) te verschijnen. Daar was zij op 17 januari 395 aanwezig bij het overlijden van Theodosius I. Na de verplaatsing van het keizerlijk hof in 402 uit Mediolanum (Milaan) vergezelde zij als jong meisje haar halfbroer Honorius, de keizer van het westen, naar Ravenna, waar zij verder opgroeide. Zij verbleef van 402 tot 410 in deze stad.

### Tienerjaren in de huishouding van Stilicho en Serena
Placidia bracht bijna haar gehele tienerjaren in het huishouden van de machtige magister militum, Stilicho en diens vrouw, haar tante Serena door. Zij heeft daar weven en borduurwerk geleerd. Hoewel daarover geen details bekend zijn, zal zij daar ook een klassieke opleiding hebben genoten. Serena was een volle nicht van zowel Arcadius, Honorius als Galla Placidia. Het gedicht "De prijzenswaardige Serena" door Claudianus en de Historia Nova door Zosimus maken duidelijk dat Serena's vader een oudere Honorius, een broer van Theodosius I, was. Volgens De Consulatu Stilichonis" van Claudianus werd Placidia verloofd met Eucherius, de enige bekende zoon van Stilicho en Serena. Haar geplande huwelijk wordt in de tekst als de derde verbintenis tussen de familie van Stilicho en de Theodosiaanse dynastie genoemd. De eerste twee waren het huwelijk tussen Stilicho en Serena en hun dochter Maria met Honorius.
Stilicho was de magister militum van zowel het West-Romeinse- als het Oost-Romeinse Rijk. Hij bekleedde deze functie van 394 tot zijn val in 408 bijna vijftien jaar. Hij werd ook wel de "magister equitum et peditum" ("aanvoerder van de cavalerie en de infanterie") genoemd. Hij had de leiding over zowel de cavalerie als de infanterie van het West-Romeinse Rijk. In 408 stierf de Oost-Romeinse keizer Arcadius. Hij werd opgevolgd door zijn zoon Theodosius II, die op dat moment slechts zeven jaar oud was. Stilicho vatte het plan op om naar Constantinopel te reizen om daar het regentschap voor Theodosius II op zich te nemen. Hij overtuigde Honorius ervan in Ravenna te blijven. Kort daarop wist Olympius, 'een officier in de paleiswacht" Honorius ervan te overtuigen dat Stilicho van plan was om Theodosius II af te zetten en hem door zijn eigen zoon Eucherius te vervangen. Olympius pleegde nu een militaire staatsgreep, die hem in controle over Honorius en zijn hofhouding bracht. Stilicho werd op 22 augustus 408 gearresteerd en geëxecuteerd. Eucherius zocht zijn toevlucht in Rome, maar werd daar door Arsacius en Tarentius, twee eunuchen uit de keizerlijke hofhouding gearresteerd. Zij executeerden Eucherius niet veel later. Als dank benoemde Honorius Tarentius tot keizerlijke kamerheer. Arsacius werd een rang lager ingeschaald. De dood van Stilicho en Eucherius leidde ertoe dat Galla Placidia (nu een jaar of achttien) niet meer aan een bepaalde huishouding was verbonden. Ook haar voorgenomen huwelijk was nu van de baan.

## Eerste huwelijk
In de troebelen die volgden op de val van Stilicho, werden op het gehele Italiaanse schiereiland de vrouwen en kinderen van de foederati vermoord. De foederati werden als loyalisten van Stilicho beschouwd en dienovereenkomstig behandeld. Het natuurlijke gevolg van dit alles was dat deze mannen, ongeveer 30.000, nu naar het kamp van Alarik I, koning van de Visigoten, overliepen. Zij zonnen op wraak. Alarik leidde hen over de Julische Alpen en in september 408 stond zijn leger voor de Aureliaanse Muur. Hij begon een strikte blokkade van de stad. Rome werd met kleine onderbrekingen van 408 tot 24 augustus 410 belegerd. Zosimus meldt dat Placidia tijdens het beleg in de stad aanwezig was. Toen Serena van een samenzwering met Alarik werd beschuldigd, "achtte de gehele Senaat het, samen met Placidia, opportuun om de zus van de keizer ter dood te veroordelen". Galla Placidia's redenen om in te stemmen met de executie van haar tante zijn niet opgenomen in dit verhaal.

### Gevangengenomen door de Visigoten (411-414)
Voorafgaand aan de val van Rome was Placidia al gevangengenomen door Alarik. Haar gevangenschap werd door zowel Jordanes als Marcellinus Comes vermeld. De precieze omstandigheden van haar gevangenneming zijn niet bekend. Zij werd door de Visigoten in 411 en 412 meegevoerd in hun tocht door het Italiaanse schiereiland, eerst naar Zuid-Italië en vervolgens naar Hispania en vervolgens naar Gallië. Hun heerser Athaulf had intussen Alarik opgevolgd. Hij ging een alliantie met Honorius aan tegen Jovinus en Sebastianus, die zich in Gallië als tegenkeizers hadden uitgeroepen. Hij slaagde er in 413 in om hen te verslaan en te executeren.

### Huwelijk met Athaulf (414-415)
Nadat de hoofden van Sebastianus en Jovinus eind augustus aan het hof van Honorius in Ravenna waren gearriveerd, verbeterden de betrekkingen tussen Athaulf en Honorius. De hoofden werden naar Carthago doorgestuurd om daar op de muren naast de hoofden van de andere usurpatoren te worden tentoongesteld. De relatie tussen Ravenna en de Visigoten was nu goed genoeg om op 1 januari 414 te besluiten tot een officieel huwelijk tussen Athaulf en Galla Placidia in Narbonne. De bruiloft werd gevierd met een serie aan Romeinse feesten en prachtige geschenken uit de Gotische buit. Priscus Attalus hield de bruiloftspeech, een klassiek epithalamium. Het huwelijk werd opgetekend door Hydatius. De historicus Jordanes verklaarde daarentegen dat zij al eerder trouwden, en wel in het jaar 411 in Forum Livii (Forlì). Jordanes' datum kan echter het moment zijn geweest wanneer de Gotische koning en Galla Placidia al of niet platonisch voor het eerst meer voor elkaar voelden.

### Eerste echtgenoot vermoord
Placidia en Athaulf kregen één bekende zoon, Theodosius. Hij werd tegen het einde van 414 geboren in Barcino (het huidige Barcelona). Theodosius stierf nog maar een paar maanden oud reeds in het begin van het volgende jaar. Jaren later werd het lijk in het keizerlijk mausoleum in de Oude Sint-Pietersbasiliek in Rome herbegraven. In Hispania liet Athaulf onvoorzichtig genoeg een man in zijn dienst toe, die wordt geïdentificeerd als "Dubius" of "Eberwolf", een voormalige volger van Sarus. Sarus was een Visigotisch stamhoofd die was gedood terwijl hij aan de zijde van Jovinus en Sebastianus vocht. Zijn volgeling koesterde een geheime wens om de dood van zijn geliefde patroon te wreken. Toen hij in gelegenheid was, bracht hij in augustus of september 415 in het paleis in Barcelona de heerschappij van Athaulf tot een plotseling einde door hem te doden, terwijl hij aan het baden was.

### Galla Placidia in handen van Sigerik
De Amali, een Gotische adellijke familie, ging ertoe over om Sigerik, een broer van Sarus, als de volgende koning van de Visigoten uit te roepen. Volgens de The History of the Decline and Fall of the Roman Empire door Edward Gibbon, was de eerste daad van de regering van Sigerik "de onmenselijke moord" op de zes kinderen van Athaulf uit een eerder huwelijk "die hij, zonder medelijden, uit de zwakke armen van een eerbiedwaardige bisschop ontrukte" (deze bisschop was Sigesar, bisschop van de Gothen). Galla Placidia, de weduwe van Athaulf werd met "wrede en moedwillige belediging behandeld". Zij werd gedwongen om meer dan twaalf mijl te lopen samen met een menigte andere gevangenen, waarbij zij vooruit werd gedreven door de op paarden gezeten Sigerik en zijn mannen. Het zien van het lijden van de adellijke weduwe, echter, werd een van de factoren die verontwaardigde tegenstanders van de usurpators opzweepten. Sigerik werd al snel vervangen door Wallia, een familielid van Athaulf.

## Tweede huwelijk (417-421)

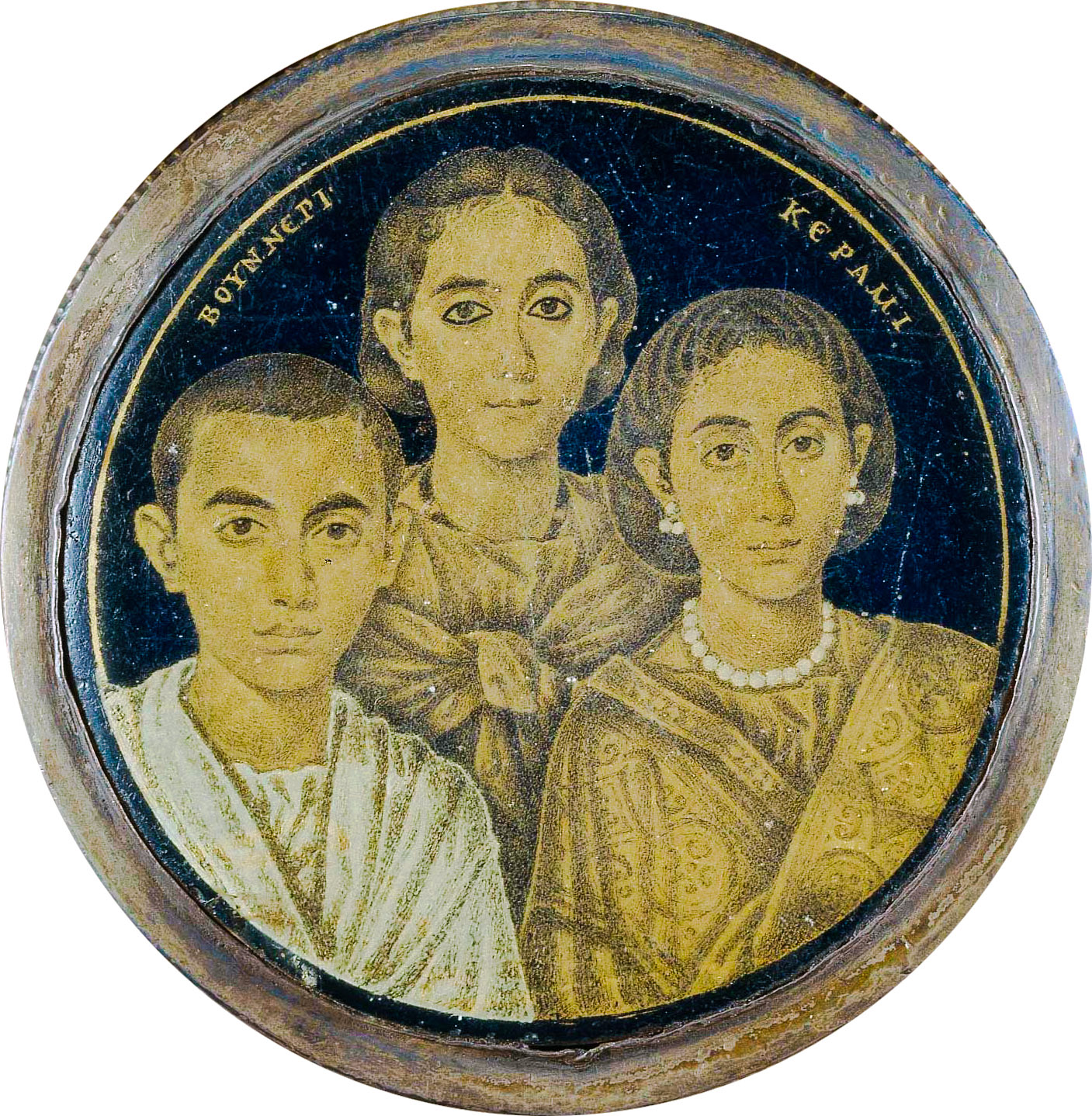
Portret waarvan in het verleden wel gedacht werd dat het Galla Placidia (rechts) met haar kinderen voorstelt

Volgens de Chronicon Albeldense, opgenomen in de Roda Codex, was Wallia wanhopig op zoek naar voedselvoorraden. Hij gaf zich over aan de succesvolle generaal Flavius Constantius, op dat moment de magister militum van Honorius. In de onderhandelingen bedong hij de foederati status voor de Visigoten. Placidia werd in het kader van het vredesverdrag aan Honorius teruggegeven. Haar broer Honorius dwong haar op 1 januari 417 tot een huwelijk met Constantius III. Hun dochter Justa Grata Honoria werd waarschijnlijk in 417 of 418 geboren. De geschiedenis van Paulus Diaconus noemt haar van de kinderen uit dit huwelijk als eerste, wat suggereert dat zij de oudste was. Hun zoon Valentinianus III werd op 2 juli 419 geboren.

### Optreden in geschil tussen paus Bonifatius en antipaus Eulalius
Placidia intervenieerde in de opvolgingscrisis na de dood van paus Zosimus op 26 december 418. Twee verschillende facties van de Romeinse geestelijkheid hadden elk hun eigen paus gekozen, de eerste factie had gekozen voor Eulalius (27 december), de andere voor Bonifatius I (28 december). Beiden traden in Rome op als paus. Hun facties veroorzaakten grote onrust in de stad. Symmachus, de stadsprefect van Rome, stuurde een rapport over de situatie aan het keizerlijk hof in Ravenna. Hij vroeg om een keizerlijk besluit in deze zaak. Galla Placidia en vermoedelijk ook Constantius dienden een verzoekschrift bij de keizer in om zich ten gunste van Eulalius uit te spreken. Dit was waarschijnlijk de eerste keer dat de keizer direct intervenieerde in een pausverkiezing.
Honorius bevestigde Eulalius in eerste instantie als de wettige paus. Aangezien deze beslissing echter nog geen einde maakte aan deze controverse, riep Honorius een synode van de Italiaanse bisschoppen in Ravenna bijeen om de zaak te beslissen. Deze synode kwam weliswaar in februari en maart 419 bijeen, maar slaagde er niet in tot een conclusie te komen. Honorius riep nu voor mei 419 een tweede synode bijeen, dit keer inclusief de Gallische en Africaanse bisschoppen. Intussen hadden de twee rivaliserende pausen het bevel gekregen om Rome te verlaten. Toen Pasen naderde, had Eulalius dit bevel echter in de wind geslagen. Hij had het gewaagd naar de stad terug te keren. Hij had daar geprobeerd de basiliek van Sint-Jan van Lateranen in zijn macht te krijgen om daar "voor te gaan tijdens de paasceremonies". Keizerlijke troepen slaagden er echter in om hem weer de stad uit te zetten. Tijdens Pasen (30 maart 419) werden de ceremonies geleid door Achilleus, de bisschop van Spoleto. Dit conflict kostte Eulalius de keizerlijke gunst. Bonifatius werd op 3 april 419 tot de rechtmatige paus uitgeroepen. Een week later was hij terug in Rome. Placidia schreef een persoonlijke brief aan de Africaanse bisschoppen, waarin zij hen opriep de tweede synode bij te wonen. Drie van haar brieven zijn bewaard gebleven.

### Echtgenoot tot medekeizer verheven
Op 8 februari 421 werd Galla Placidia's echtgenoot Constantius onder de naam Constantius III tot Augustus verheven. Hij werd medeheerser met de kinderloze Honorius. In datzelfde jaar werd ook Galla Placidia door Honorius tot Augusta verheven. Zo werd zij mederegente. Op dat moment was zij de enige keizerin in het Westen, want Honorius was in 408 van zijn tweede vrouw Thermantia gescheiden en niet hertrouwd. Noch de titel van Galla Placidia noch die van haar man werd echter erkend door Theodosius II, de Oost-Romeinse keizer. Constantius klaagde naar verluidt herhaaldelijk over het verlies van persoonlijke vrijheid en privacy, die bij het keizerlijke ambt hoorden. Hij kreeg geen kans om aan zijn nieuwe baan te wennen, Nog in hetzelfde jaar op 2 september 421 stierf hij aan een ziekte.

## Weduwe in Constantinopel (421-425)

### Ballingschap
Galla Placidia zelf werd nu gedwongen uit het West-Romeinse Rijk te vertrekken. Hoewel de motivatie hiervoor onduidelijk blijft, wordt wel gezegd dat haar halfbroer zelfs in het openbaar moeilijk van haar af kon blijven. Dit zou te veel schandaal hebben verwerkt – dit althans was de interpretatie van Olympiodorus van Thebe, een historicus die als bron werd gebruikt door latere historici als Zosimus, Sozomenus en waarschijnlijk Philostorgius, zoals aangetoond is door J.F. Matthews. Gibbon had een andere mening: "De macht van Placidia, en het onbetamelijk gedrag van haar halfbroer jegens haar, dat misschien niets meer dan een symptoom van zijn genegenheid was, werd in de publieke opinie aan de incestueuze liefde toegeschreven."
Galla Placidia en haar twee kinderen arriveerden in het najaar van 421 tijdens de viering van een overwinning op Perzië, kort na het huwelijk van Theodosius II met Aelia Eudocia in juni 421, in Constantinopel. Zij werden met vriendelijkheid en de nodige pracht en praal ontvangen, maar aangezien haar tweede echtgenoot Constantius III in Constantinopel niet als West-Romeins keizer was erkend, was het Galla Placidia niet toegestaan om de titel van "Augusta" te voeren.

### Dood van Honorius
Op 15 augustus 423 stierf Honorius aan waterzucht, mogelijk een longoedeem. Aanzien er geen enkel lid van de Theodosiaanse dynastie in Ravenna aanwezig was om de troon op te eisen, verwachtte men dat Theodosius II wel een nieuwe West-Romeinse medekeizer voor zou dragen. Theodosius aarzelde echter en stelde de beslissing te lang uit. De patriciër Castinus maakte gebruik van dit machtsvacuüm. Hij wierp zich op als "kingmaker" en riep Johannes, de primicerius notariorum ("hoofdnotaris", het hoofd van de ambtelijke dienst), tot de nieuwe West-Romeinse keizer uit. Onder hun aanhangers bevond zich ook Flavius Aëtius. Aetius was een zoon van Flavius Gaudentius, de magister militum en diens vrouw Aurelia. De regering van Johannes werd in de provincies van Italia, Gallië, Hispania, maar niet in Africa geaccepteerd.

### Johannes wordt keizer van het West-Romeinse Rijk
Theodosius II reageerde op deze ontwikkelingen door de nog jonge Valentinianus III klaar te stomen voor het keizerlijke ambt. In 423/424 werd Valentinianus verheven tot nobilissimus. In 424 werd Valentinianus verloofd met Licinia Eudoxia, zijn achternicht. Zij was de oudste dochter van Theodosius II en Aelia Eudocia. Het jaar van hun verloving werd beschreven in het werk van Marcellinus Comes. Op het moment van hun verloving was Valentinianus ongeveer vier jaar en Licinia nog slechts twee jaar oud. Gibbon schreef de verloving toe aan "de overeenstemming van drie vrouwen, die gezamenlijk de Romeinse wereld regeerden"'. Hij doelde op Galla Placidia en haar nichtjes Eudocia en Aelia Pulcheria. In hetzelfde jaar werd Valentinianus aan het Oost-Romeinse hof verheven tot Caesar.

### Campagne tegen Johannes
De campagne tegen Johannes begon nog in hetzelfde jaar. Delen van het Oost-Romeinse leger verzamelden zich in Thessaloniki. Zij werden onder de algemene leiding van Ardaburius, de zegevierende generaal uit de zojuist geëindigde Romeins-Perzische Oorlog, geplaatst. De invasiemacht zou de Adriatische Zee via twee routes oversteken. Aspar, de zoon van Ardaburius, leidde de cavalerie over land. Hij volgde de kust van de Adriatische Zee langs de westelijke Balkan naar het noorden van Italia. Placidia en Valentinianus III maakten deel uit van deze legermacht. Ardaburius en de infanterie begaven zich aan boord van schepen van de Oost-Romeinse marine in een poging om Ravenna over zee te bereiken. Aspar marcheerde zijn troepen naar Aquileia. Hij slaagde erin deze stad bij verrassing en vrijwel zonder tegenstand in te nemen. De vloot daarentegen werd door en storm uiteengeslagen. Ardaburius en twee van zijn galeien werden zelfs gevangengenomen door troepen die loyaal aan Johannes waren. Zij werden in Ravenna gevangengezet.

### Johannes ten val gebracht
Ardaburius werd door Johannes goed behandeld. Johannes was waarschijnlijk van plan onderhandelingen met Theodosius te beginnen om zo tot een einde aan de vijandelijkheden te komen. De gevangene kreeg het "hoffelijke voorrecht" om tijdens zijn gevangenschap door het hof en de straten van Ravenna rond te lopen. Arduburius maakte misbruik van dit voorrecht door contact op te nemen met delen van het leger van Johannes. Hij slaagde erin sommige elementen te overtuigen over te lopen naar Theodosius II. De samenzweerders namen nu contact op met Aspar en lieten hem naar Ravenna komen. Een herder leidde Aspars cavalerie door de moerassen van de Po naar de poorten van Ravenna; met de belegeraars buiten de muren en de overlopers er binnen, werd de stad snel ingenomen. Johannes werd gevangengenomen. Als eerste dank voor zijn vriendelijkheid jegens Ardaburius werd zijn rechterhand afgehakt. Hij werd vervolgens op een ezel gezet en door de straten van Ravenna geparadeerd. Zijn leven eindigde in het Hippodroom van Aquileia, waar hij werd onthoofd.
Nu Johannes dood was, werd Valentinianus III in aanwezigheid van de Romeinse Senaat op 23 oktober 425 officieel tot de nieuwe Augustus van het West-Romeinse Rijk verheven. Hij was op dat moment zes jaar oud. Drie dagen na de dood van Johannes zou Aëtius versterkingen voor zijn leger hebben laten aanrukken. Er wordt gesproken over een aantal van zestigduizend Hunnen die van over de Donau kwamen. Na wat schermutselingen kwamen Placidia en Aëtius tot een overeenkomst die het politieke landschap van de West-Romeinse Rijk voor de komende dertig jaar zou bepalen. De Hunnen werden afbetaald en naar huis gezonden, terwijl Aëtius in de positie van magister militum per Gallias (opperbevelhebber van de Romeinse leger in Gallië) werd benoemd.

## Regentschap (425-437)
Galla Placidia was van 425-437 regentes van het West-Romeinse Rijk. Haar regentschap eindigde toen haar zoon Valentinianus op 2 juli 437 zijn achttiende verjaardag bereikte. Onder haar vroege aanhangers was Bonifatius, gouverneur van de Diocees Africa, en Flavius Aëtius, generaal in het Romeinse leger. Deze twee werden elkaars rivalen. Onder het bewind van Galla Placida, slaagde Aetius er in om de Gotische opstand van Theodorik I in 426 neer te slaan. Met de Visigoten sloot hij een verdrag. Om het verdrag te verzekeren kregen zij Gallische edelen als gijzelaars. In 428 beloonde zij Aetius met de hoogste militaire rang van magister equitum praesentalis voor zijn overwinning dat jaar op de Franken.  Daarmee werd deze in rang gelijk aan Felix.

### Bonifatius
Tussen Placidia en Bonifatius ontstond in 427 een conflict (Romeinse burgeroorlog (427-429)), dat later grote gevolgen krijgen zou. Dit conflict ving aan met de benoeming van Bonifatius door Placidia tot generaal van Libië. Procopius merkte op dat Aetius erin slaagde Galla Placidia en Bonifatius tegen elkaar uit te spelen. Hij waarschuwde Placidia tegen Bonifatius en adviseerde haar om hem naar Rome terug te roepen, tegelijkertijd waarschuwde hij Bonifatius in een brief dat Placidia op het punt stond hem zonder goede reden terug te roepen om hem daarna terzijde te schuiven.
Bonifatius vertrouwde op deze waarschuwing van Aetius en negeerde de oproep van Galla Placidia. Hij dacht dat zijn positie nu onhoudbaar was geworden en zocht een alliantie met de Vandalen, die zich op dat moment in het zuiden van Hispania bevonden. De Vandalen staken vervolgens ter hoogte van de huidige straat van Gibraltar vanuit Hispania Baetica naar Mauretania Tingitana over, om zich bij hem te voegen. Voor de vrienden van Bonifatius was deze op het eerste oog vijandige daad jegens het Romeinse Rijk, volledig in strijd met zijn karakter. Zij reisden op verzoek van Galla Placidia, naar de Africaanse hoofdstad, Carthago om bij hem te interveniëren. Hij liet hen de brief van Aetius zien. Nu het complot geopenbaard was, reisden zijn vrienden terug naar Rome om Placidia van de werkelijke situatie op de hoogte te stellen. Zij ondernam echter geen actie tegen Aetius, zowel omdat hij grote invloed had en ook omdat het Rijk in gevaar was; wel drong zij er bij Bonifatius sterk op aan om naar Rome terug te keren "en niet toe te staan dat het Romeinse rijk in de handen van de barbaren zou vallen."
Bonifatius had nu spijt van zijn alliantie met de Vandalen en probeerde hen ervan te overtuigen naar Hispania terug te keren. Hun leider Geiserik ging op dat voorstel niet in en bond in plaats daarvan de strijd met hem aan. Hij belegerde hem vanuit zee in de stad Hippo Regius in Numidia. De grote kerkleraar Sint-Augustinus, bisschop van Hippo Regius stierf tijdens de belegering. Toen het onmogelijk bleek de stad in te nemen, gaven de Vandalen uiteindelijk hun beleg op. De Romeinen stuurden versterking onder leiding van Aspar, maar werden verslagen. De provincie Africa kwam hierdoor in handen van de Vandalen en ging definitief verloren voor het West-Romeinse Rijk.
Bonifatius was inmiddels naar Rome teruggekeerd, waar Placidia hem tot de rang van patriciër verhief en hem tot "meester-generaal van het Romeinse leger maakte". Aëtius die zijn positie in gevaar zag komen, trok nu met zijn Gallische leger, dat voor het grootste deel uit "barbaren" bestond, naar Italia op. Bonifatius won de bloedige Slag bij Ravenna (432), maar raakte zwaargewond en overleed een paar maanden later. Aëtius werd gedwongen zich met de restanten van zijn leger terug te trekken naar Dalmatia, waar hij de belangrijke provincie Pannonia aan de Hunnen liet in ruil voor hun steun.
Deze episode, waarin Galla Placidia zeker geen glansrol speelde, kostte het West-Romeinse Rijk vier belangrijke provincies (Mauretania Tingitana, Mauretania Caesariensis, Africa en Pannonië).

### Aëtius
Nu de generaals die trouw aan haar waren ofwel gestorven waren ofwel overgelopen waren naar Aëtius, erkende Placidia het onvermijdelijke: Aetius werd in 433 uit ballingschap teruggeroepen. Hij kreeg de titels "magister militum" en "Patricius". Deze benoemingen lieten Aëtius effectief in controle van het gehele West-Romeinse leger en gaven hem aanzienlijke invloed over het keizerlijke beleid.

### Attila de Hun
Aëtius speelde later een centrale rol in de verdediging van de West-Romeinse Rijk tegen Attila de Hun. Een van de redenen dat Attila zijn aandacht van Constantinopel naar Italia verlegde, was mogelijk een brief, die Galla Placidia's dochter Justa Grata Honoria in het voorjaar van 450 schreef. Zij vroeg Atilla haar te redden van een ongewenst huwelijk met een Romeinse senator dat de keizerlijke familie, met inbegrip van haar moeder Placidia, haar probeerde op te dringen. Honoria zond de brief samen met een verlovingsring. Hoewel Honoria misschien geen huwelijksaanzoek in gedachten had, koos Attila ervoor om haar boodschap wel als zodanig te interpreteren. Hij aanvaardde haar aanzoek, maar vroeg wel de helft van het West-Romeinse rijk als bruidsschat. Toen haar broer Valentinianus het plan ontdekte, kon alleen de invloed van zijn moeder, Galla Placidia hem ervan overtuigen zijn zuster Honoria niet te laten executeren. Valentinianus schreef Attila een brief waarin hij de legitimiteit van het veronderstelde huwelijksaanzoek ontkende. Attila was niet overtuigd en stuurde een afgezant naar Ravenna om daar te poneren dat Honoria onschuldig was, dat het voorstel legitiem was geweest en dat hij langs zou komen om op te eisen wat rechtmatig het zijne was. Honoria werd in allerijl uitgehuwelijkt aan Flavius Bassus Herculanus, hoewel dit niet voorkwam dat Attila zijn claim bleef opeisen.

## Tijd als keizerin-moeder en overlijden (437-450)

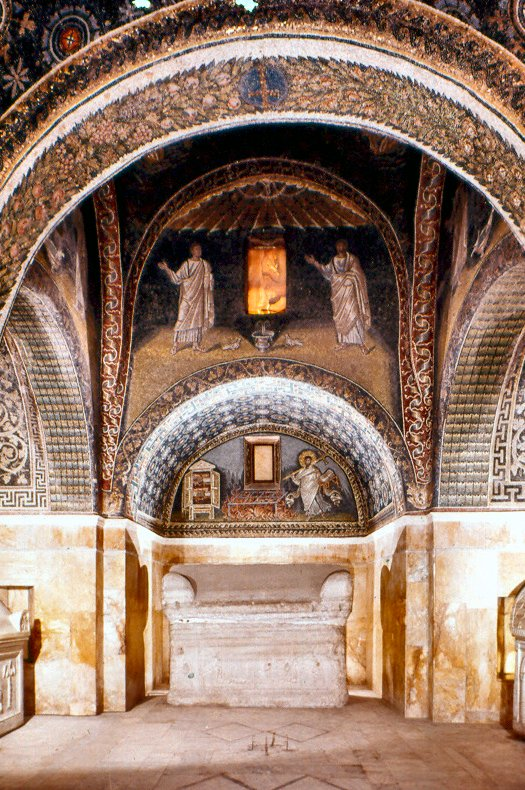
Interieur van het Mausoleum van Galla Placidia in Ravenna.

Placidia bleef tot 437 als regentes optreden en hoewel haar directe invloed op de besluitvorming in de laatste jaren van haar regentschap geringer werd, zou zij daarna  een machtsfactor van belang blijven tot haar dood in 450.
Uiteindelijk stierf Galla Placidia in november 450 in Rome. Zij maakte niet meer mee dat de Hunnen in 450 Gallië en 451 Italia plunderden, gelegitimering door de tamelijk ondoordachte daad van haar dochter. Waarschijnlijk werd Galla Placidia in het familiemausoleum van de Theodosiaanse dynastie in Rome begraven en dus niet in het naar haar genoemde Mausoleum van Galla Placidia in Ravenna.

## Betrokkenheid bij bouw en restauratie van kerken
Placidia was een fervent Chalcedonisch christen. Zij was gedurende de lange periode, die zij invloed uitoefende, betrokken bij de bouw en restauratie van verschillende kerken. Zij liet de Sint-Paulus buiten de Muren in Rome en de Kerk van het Heilig Graf in Jeruzalem uitbreiden en restaureren. Zij bouwde de San Giovanni Evangelista, Ravenna als dank voor het sparen van haar leven en dat van haar kinderen tijdens een storm bij het oversteken van de Adriatische Zee. Het opschrift luidt: 'Galla Placidia lost samen met haar zoon Placidus Valentinianus Augustus en haar dochter Justa Grata Honoria Augusta haar gelofte in als dank dat zij voor de gevaren van de zee zijn bewaard."
Haar mausoleum in Ravenna werd in 1996 een van de UNESCO's World Heritage Sites. Er is echter enige twijfel of het gebouw daadwerkelijk als haar graf heeft gediend. Het gebouw werd in eerste instantie gebouwd als een kapel gewijd aan Laurentius van Rome. Het is onbekend of de daarin geplaatste sarcofagen de lichamen van de leden van de Theodosiaanse dynastie bevatten of wanneer deze in het mausoleum geplaatst werden.

## Voetnoten
1. 1 2 3  Charles Cawley, "Medieval Lands", profiel van Galla Placidia
2. ↑  Charles Cawley, "Medieval Lands", profiel van Theodosius I
3. ↑  David Woods, ,"Theodosius I (379-395 AD) "
4. ↑  Dictionary of Greek and Roman Biography and Mythology
5. 1 2 3 4 5 6 7 8 9  Ralph W. Mathisen ,"Galla Placidia". Gearchiveerd op 26 maart 2023.
6. ↑  Claudianus,"De prijzenswaardige Serena", Loeb Classical Library, editie 1922
7. 1 2 3  Zosimus, "Historia Nova, Boek vijf, vertaling uit 1814 in het Engels door Green en Chaplin
8. ↑  Prosopography of the Later Roman Empire, vol. 1, blz. 1114
9. ↑  Encyclopædia Britannica Eleventh Edition
10. 1 2 3  Hugh Elton, ,"Western Roman Emperors of the First Quarter of the Fifth Century"
11. 1 2 3  Charles Cawley, "Medieval Lands", profiel van Athaulf
12. ↑  Edward Gibbon, History of the Decline and Fall of the Roman Empire, hoofdstuk 31
13. ↑  Charles Cawley, "Medieval Lands", profiel van Wallia
14. ↑  Charles Cawley, "Medieval Lands", profiel van Constantius III
15. 1 2  (en)  Pope St. Bonifatius I, in Catholic Encyclopedia, 1913. Gearchiveerd op 26 maart 2023.
16. ↑  Hugh Elton, "Western Roman Emperors of the First Quarter of the Fifth Century"
17. ↑  J.F. Matthews, "Olympiodorus of Thebes and the History of the West (A.D. 407-425)" The Journal of Roman Studies; '60 '(1970:79-97)
18. ↑  Edward Gibbon, History of the Decline and Fall of the Roman Empire, hoofdstuk 33[dode link]
19. ↑  Ralph W. Mathisen, ,"Honorius (395-423 AD)"
20. ↑  Ralph W. Mathisen, ,"Valentinianus III (425-455 AD)"
21. ↑  Charles Cawley, "Medieval Lands", ,profiel van Licinia Eudoxia
22. ↑  Dit aantal van 60.000 Hunse soldaten is waarschijnlijk sterk overdreven
23. ↑  Prosper van Aquitanië, Epitoma Chronicon 1290, in: MGH Auctores antiquissimi (AA) 9, blz. 471; Chronica Gallica van 452, 102, in: MGH AA 9, blz. 658; Sidonius Apollinaris, brieven 7.12.3
24. ↑  Prosper s.a. 428
25. ↑  Procopius, "History of the Wars", Boek 3, hoofdstuk 3.
26. ↑  Ralph W. Mathisen, ,"Justa Grata Honoria". Gearchiveerd op 28 maart 2023.

## Secundaire bronnen
- Stewart Irwin Oost, Galla Placidia Augusta, A Biographical Essay (1967).